# Calommata namibica
Calommata namibica is een spinnensoort in de taxonomische indeling van de mijnspinnen (Atypidae).
Het dier behoort tot het geslacht Calommata. De wetenschappelijke naam van de soort werd voor het eerst geldig gepubliceerd in 2011 door Fourie, Haddad en Jocqué. De soort is endemisch in Namibië.